# Cynodontia
Cynodontia ou cinodontes (dentes-de-cão) é um táxon de terapsídeos que apareceu pela primeira vez no final do Permiano e se distribuíram por todos os sete continentes no Triássico. Este clado inclui os mamíferos — modernos e extintos — e os seus parentes
mais próximos. Eles foram um dos grupos mais diversificados de terapsídeos. Eles receberam este nome por causa de seu dentes parecidos com os dos cães.

## Taxonomia
Cynodontia é geralmente considerada como uma infraordem dentro Therapsida.
Owen nomeou Cynodontia em 1861, que atribuiu a Anomodontia como uma família. Broom (1913) reclassificou Cinodonia como infraordem, depois por outros, incluindo Colbert e Kitching (1977), Carroll (1988), Gauthier (1989), e Rubidge e Sidor (2001). Olson (1966) atribuído a Cinodontia como Theriodonta, Colbert e Kitching (1977) para Theriodontia, Rubridge e Sidor (2001) para Eutheriodontia. Gregory (1910), Vassouras (1913), Carroll (1988), Gauthier (1989) Hopson e Kitching (2001) e Botha (2007) Cinodontia todos considerados como pertencentes a Therapsida. Botha (2007) parece ter seguido Owen (1861), mas sem especificar classificação taxonômica.

## História evolutiva
Veja também: História evolutiva dos mamíferos.

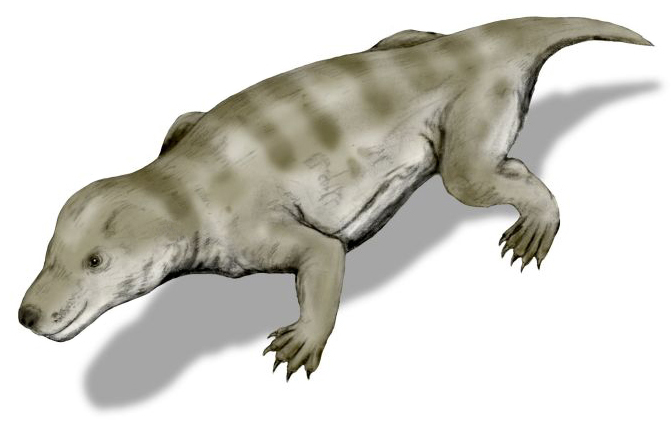
Thrinaxodon do Triássico Superior da África do Sul.

Juntamente com os extintos Gorgonopsias e as therocephalias, os cinodontes fazem parte de um grupo de terapsídeos chamado theriodontia.
O mais antigo cinodonte basal encontrado ainda é o Charassognathus. Outros cinodontes basal foram os procinosuchids, uma família que inclui Procinosuchus e Dvinia. Cinodontes estão entre os poucos grupos de sinapsídeos que sobreviveram à extinção do Permiano-Triássico e teve uma recuperação lenta após este período.
Os cinodontes mais derivados são encontrados dentro do clado Eucynodontia, que também contém os membros de Mamíferos. Representantes destes gêneros incluem os cinognatos grandes carnívoros, os herbívoros traversodontes igualmente grande, e tritilodontideos pequenas e semelhantes a mamíferos e ictidossauros. É provável que os cinodontes foram pelo menos parcialmente, se não completamente de sangue quente, coberto de pêlos, o que mantinha isolado e ajudova a manter a temperatura corporal elevada. A estrutura dos mamíferos como dos cinodontes que todos os mamíferos descendem de um único grupo de Eucynodontias.
Durante sua evolução, os dentes dos cinodontes mudaram para capturar e segurar a presa e depois engolir todo, a adição de dentes especializados, incluindo os molares, projetado para uma melhor mastigação dos alimentos permitindo rápida digestão. Além disso, a mandíbula dos cinodontes reduziu o número de ossos da mandíbula. Esta mudou para um único osso da mandíbula aumentou a sua integridade estrutural quando comparado com as mandíbulas cinética de répteis. Vários dos ossos que eram ossos da mandíbula nos répteis evoluíram nessas criaturas e desempenharam uma função totalmente nova, tornando-se partes do ouvido médio dos mamíferos.
Maior audição deu a essas criaturas uma maior consciência do seu ambiente e, por sua vez, esta sensibilidade crescente e para uma maior capacidade de processamento da informação auditiva no cérebro. Cinodontes também desenvolveram um palato secundário no céu da boca. Este fluxo de ar causado pelas narinas para viajar para uma posição na parte posterior da boca ao invés de diretamente através dela, permitindo que os cinodontes pudessem mastigar e respirar ao mesmo tempo. Essa característica está presente em todos os mamíferos.

## Características

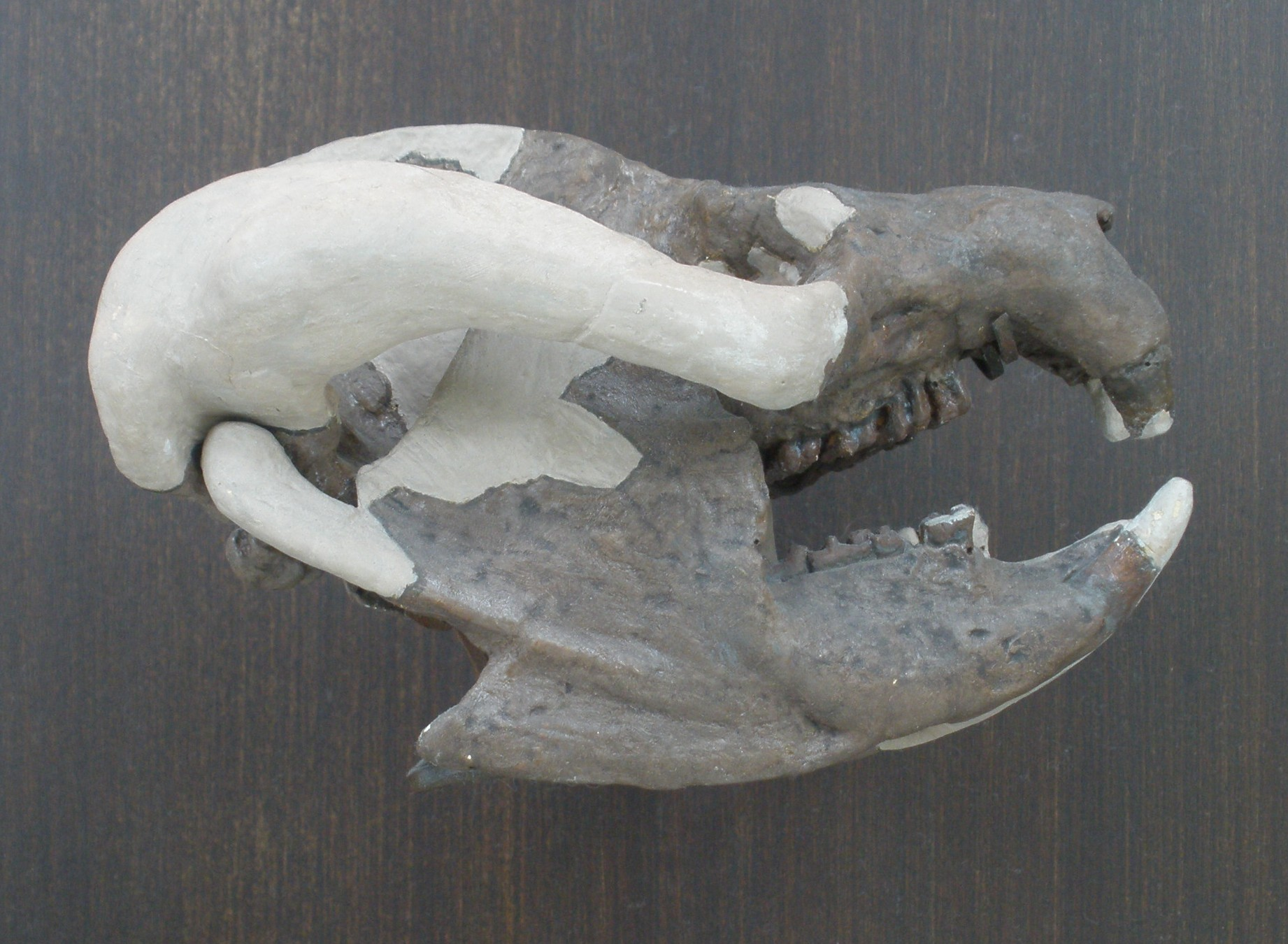
Bienotherium yunnanense

Os Cinodontes têm quase todas as características dos mamíferos. Seus dentes estavam totalmente diferenciados, a caixa craniana abaulado na parte de trás da cabeça, e muitos deles andaram de forma vertical. Os Cinodontes ainda punham ovos, como todos os proto-mamíferos do Mesozóico, provavelmente o faziam. Sua fenestras temporais foram muito maiores do que em seus antepassados, e a ampliação do arco zigomático permitido para a musculatura da mandíbula mais robusta suportando a evidência de um crânio mais similares aos mamíferos. Eles também têm o palato secundário que outros terapsídeos primitivos não tinham, exceto o therocephalia, que eram os parentes mais próximos dos cinodontes. Sua dentição era maior na mandíbula inferior, assim como outros pequenos ossos se mudaram para os ouvidos. Eles eram provavelmente de sangue quente, e coberto de pelos.

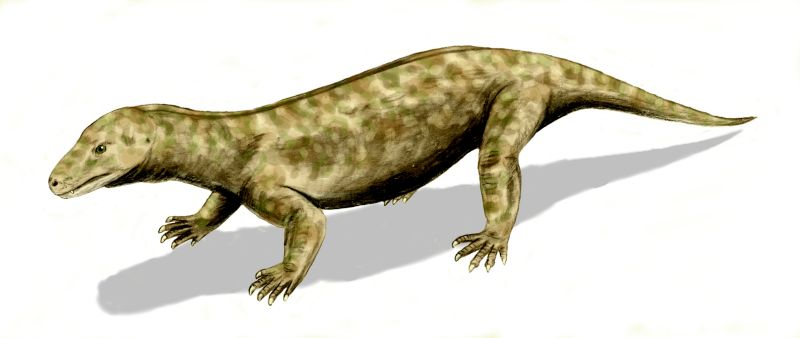
Procynosuchus

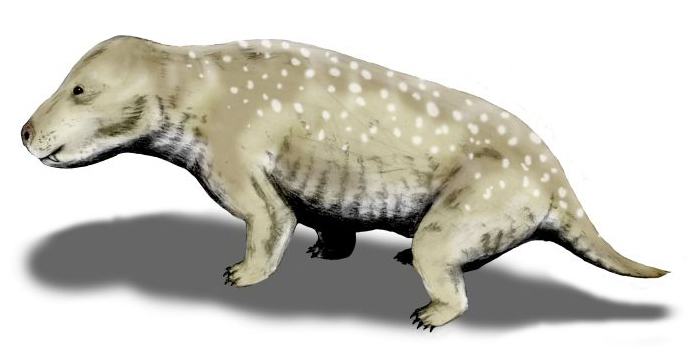
Exaeretodon

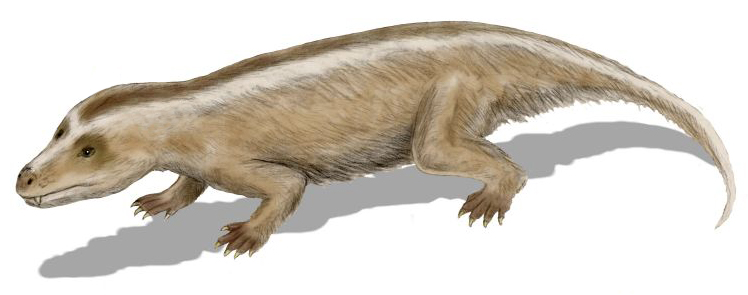
Tritylodon

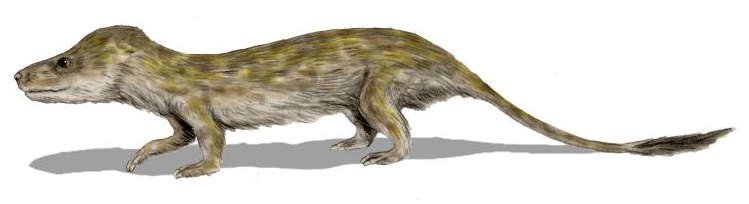
Oligokyphus

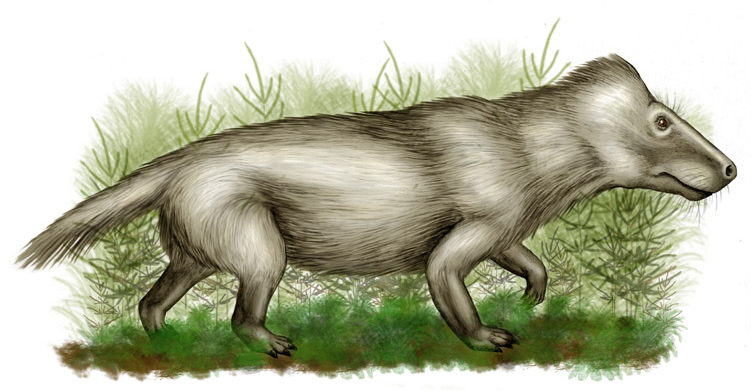
Diademodon

## Filogenia
- Subordem CYNODONTIA
  - Charassognathus
  - Família Dviniidae
  - Família Procynosuchidae
    - Procynosuchus

  - Epicynodontia
    - Família Galesauridae
    - Família Thrinaxodontidae
      - Thrinaxodon

    - Infraordem Eucynodontia
      - (não classificada) Cynognathia
        - Família Cynognathidae
        - Família Diademodontidae
        - Família Trirachodontidae
        - Família 'Traversodontidae'
          - Santacruzodon
          - Scalenodon
          - Luangwa
          - Traversodon
          - Massetognathus
          - Exaeretodon

        - Família Tritylodontidae
          - Oligokyphus
          - Tritylodon
          - Kayentatherium
          - Bienotherium
          - Bienotheroides

      - (não classificada) Probainognathia
        - Ecteninion
        - Família Chiniquodontidae
        - Família Probainognathidae
        - (não classificada) Ictidosauria
          - Família Tritheledontidae

        - (não classificada) Mammaliaformes